# Puigllonell
Puigllonell és una masia històrica del municipi de l'Ametlla del Vallès (Vallès Oriental) inclosa en l'Inventari del Patrimoni Arquitectònic de Catalunya. Atesa l'etimologia, com demostra Joan Coromines, hauria de dir-se Puigllunell. És al nord del terme municipal, a prop del cim del Puiggraciós i del Serrat de l'Ocata, del qual forma part, confronta amb Bigues i Riells. És a prop i al nord-est de la Plaça de Sant Bartomeu.

## Descripció
És una casa pairal amb coberta de dues vessants, amb el carener i el ràfec paral·lels a la façana (de tipologia 1 segons Danés) Té 2 plantes. Façana i parets de pedra de la zona (gres vermell) rejuntada amb calç. Les cantoneres són de pedra tallada de la mateixa finca. Existeixen uns contraforts d'estabilització de la façana sud, ja que té una gran alçada. Finestres de la façana sud amb brancal de pedra treballada de morfologia gòtica.
Portal principal d'accés a la masia amb dobelles de grans dimensions. A la façana hi ha una galeria que dona un aire senyorívol al conjunt. Sostres de la masia amb embigat i llates. D'altres part amb embigat, cairons i rajols. La teulada és reformada i feta amb embigat de fusta, cairons, rajols i teula catalana.

## Història
La finca és coneguda amb aquest nom des del 1538, i és el resultat de la fusió entre el Mas Puig i el Mas Llunell que apareixen documentats a finals del segle xii. Tot i ser els Puigllonell una nissaga ametlletana important, el fet de viure a la part muntanyosa del terme els allunyà de les activitats més quotidiànes de la comunitat veïnal. El 1851 l'hereva dels Puigllonell es casà amb Genís Antoja, de Ca n'Antoja, al centre del poble, de manera que a la generació següent desapareixia el cognom Puigllonell.
A mitjan segle xx es va urbanitzar una bona part de les seves terres, donant pas a l'actual barri del Serrat que acull una quarta part de la població del terme.
El mas és de començaments del segle xiii, amb una ampliació cap al 1599 amb finestres i porta gòtica. La galeria amb vistes a la vall Roja i la vall del Tenes és del 1851, un cop el mas canvià de propietaris.